# Lund (Nevada)
Lund – jednostka osadnicza w Stanach Zjednoczonych, w stanie Nevada, w hrabstwie White Pine.